# Franklin (Arkansas)
Franklin es un pueblo ubicado en el condado de Izard, Arkansas, Estados Unidos. Tiene una población estimada, a mediados de 2021, de 197 habitantes.

## Geografía
La localidad está ubicada en las coordenadas 36°10′22″N 91°46′11″O / 36.17278, -91.76972 (36.1727, -91.769724). Según la Oficina del Censo de los Estados Unidos, tiene una superficie total de 5.52 km², correspondientes en su totalidad a tierra firme.

## Demografía
Según el censo de 2020, en ese momento había 191 personas residiendo en la localidad. La densidad de población era de 34.60 hab./km². El 90.05% de los habitantes eran blancos, el 2.09% eran amerindios, el 0.52% era asiático, el 1.05% eran isleños del Pacífico, el 0.52% era de otra raza y el 5.76% eran de una mezcla de razas. Del total de la población, el 5.24% eran hispanos o latinos de cualquier raza.